# Dai Ward
David Ward, più conosciuto con il diminutivo Dai Ward (Barry, 16 luglio 1934 – Cambridge, 16 gennaio 1996) è stato un calciatore gallese, di ruolo attaccante.

## Carriera

### Club
Tra il 1952 ed il 1954 gioca con i semiprofessionisti gallesi del Barry Town, club della sua città natale, nelle serie minori inglesi. Nell'estate del 1954 passa ai Bristol Rovers, club della seconda divisione inglese, con cui all'età di 20 anni esordisce tra i professionisti; nei suoi primi anni nel club, pur segnando con discreta continuità quando impiegato, gioca in realtà un numero ridotto di partite a causa della presenza in rosa nel suo stesso ruolo di Geoff Bradford, ma con il passare degli anni si ritaglia un ruolo via via maggiore (nella stagione 1958-1959 segna 27 reti, diventando il capocannoniere stagionale del club), arrivando ad un bilancio totale di 175 presenze e 90 reti in partite di campionato (tutte in seconda divisione) tra il 1954 ed il febbraio del 1961, quando viene ceduto ai gallesi del Cardiff City, militanti nella prima divisione inglese.
La sua prima stagione con i Ninians è in realtà abbastanza negativa, visto che si conclude con una rete in sole 3 presenze; si riscatta in compenso nella stagione 1961-1962, nella quale in 31 presenze va in rete per 17 volte, comunque insufficienti per evitare la retrocessione del club in seconda divisione. Nella stagione 1962-1963, dopo aver giocato una partita di campionato in seconda divisione con il Cardiff City, si trasferisce a stagione iniziata al Watford, in terza divisione: rimane agli Hornets per una stagione e mezzo, in cui realizza 31 reti in 59 partite di campionato, per poi trascorre un periodo di tempo equivalente al Brentford, con cui in 49 partite mette a segno 21 reti, sempre in terza divisione, arrivando così ad un totale in carriera di 316 presenze e 160 reti nei campionati della Football League.
Continua poi a giocare a livello semiprofessionistico per quasi un altro decennio, prima con le maglie di Worcester City, Bath City e Cambridge Utd in Southern Football League (che all'epoca era una delle principali leghe calcistiche inglesi al di fuori della Football League) e poi per un quinquennio con il Cambridge City, sempre nel medesimo campionato.

### Nazionale
Ha esordito in nazionale il 26 novembre 1959 in una partita del Torneo Interbritannico 1959 pareggiata per 2-2 contro l'Inghilterra; ha poi giocato la sua seconda ed ultima partita in nazionale due anni più tardi, il 14 ottobre 1961, in una partita amichevole pareggiata per 1-1 in casa ancora contro l'Inghilterra.

## Palmarès

### Club

#### Competizioni regionali
- South Wales Senior Cup: 2

Barry Town: 1952-1953, 1953-1954